# Экономика Гродно
Гродно — один из самых экономически развитых городов Белоруссии ввиду своего территориального положения (расположение в крупном транспортном узле), статуса (областной центр), близости к границам с ЕС, масштабам (количество экономически активного населения). Немаловажную роль в экономическом развитии города играет наличие СЭЗ «Гродноинвест».
Число занятых в экономике жителей Гродно — около 175 тысяч человек.
Продукцию промышленные предприятия экспортируют в 70 стран мира и поддерживают экономические связи ещё с 45 государствами. Традиционными торговыми партнёрами являются Россия, Украина, Казахстан, однако Гродно экспортирует продукцию даже в такие страны, как Бахрейн, Камерун, Индонезия и другие.
Растёт количество малых организаций и микроорганизаций. На 2014 год зарегистрировано 3640 центров данного масштаба экономической деятельности, в которых занято 26760 человек.

## Бюджет города
| Доход            | 595,93 | 1316,84 | 1763,94 | 2015,56 | 2478,45 | 2611,43 |
| Расход           | 595,93 | 1316,84 | 1763,94 | 2015,56 | 2478,45 | 2611,43 |
| Дефицит/профицит | 0      | 0       | 0       | 0       | 0       | 0       |

Как видно из таблицы бюджет города принимается бездефицитным, доходные излишки накапливаются в резервных фондах. Рост бюджета связан прежде всего с инфляцией (в долларах бюджет чаще всего уменьшается).
Доходы в бюджет города приходят по большей части из налоговых поступлений (90 %), однако имеются также неналоговые поступления (около 8 %), большая часть которых — проценты по акционерским доходам или сделкам с недвижимостью, иные поступления составляют около 2 %. Расходуется большая часть бюджета на услуги ЖКХ, здравоохранение и образование.
- Доход
- Расход

## Промышленность
Гродно является крупным промышленным центром Западной Беларуси. Промышленный потенциал города насчитывает более 675 субъектов хозяйствования, в том числе 67 основных, из которых 29 — республиканской подчиненности, 17 — коммунальной подчиненности, 21 юридическое лицо без ведомственной подчиненности, на которых работает около 40 тысяч человек. В объёмах Гродненского региона доля промышленности города составляет около 48 %.
Доминирующее положение в структуре промышленного комплекса Гродно занимает перерабатывающая промышленность. Доля обрабатывающей промышленности в объёме промышленного производства составляет 99,2 %.
С начала всемирного экономического кризиса, а особенно после обострённой его фазы в Белоруссии в 2011 году наблюдается негативная динамика роста индекса промышленного производства. Но если до 2014 года рост промышленного производства всё-таки наблюдался, то с 2014 года уровень промышленного производства по отношению к предыдущему году падает (93 % в 2015 году по отношению к 2014 году).

### Химическая промышленность
Химическое производство составляет 35,1 % от всего промышленного производства города и сосредоточено исключительно в Октябрьском районе. Практически вся доля данной отрасли (90 % промышленного производства) сосредоточена в руках крупнейшего в городе предприятия — ОАО «Гродно Азот».
«Гродно Азот»
Ведущее место в промышленном комплексе города и области принадлежит крупному предприятию нефтехимического комплекса Республики Беларусь — ОАО «Гродно Азот», на долю которого приходится 39,4 % общегородского и свыше 18 % областного объёма производства промышленной продукции. Общество является единственным в республике производителем азотных удобрений, капролактама, метанола, полиамида-6 и изделий на его основе.
Предприятие обеспечивает рабочими местами 9736 человек (вместе с «Химволокно»), образуя профсоюз и профильные организации. Вплоть до сегодняшнего дня возводятся новые цеха предприятия, специализирующиеся в выпуске удобрений и иной химической продукции
Продукцию предприятие поставляет на все 6 континентов в различные страны мира, в том числе США, Италия, Германия, Австралия, ЮАР, Бразилия и другие.
«Химволокно»
Второе крупное предприятие химической промышленности в Гродно — «Завод Химволокно». Концерн специализируется на выпуске технических и ткацких синтетических нитей и тканей.
1 октября 2011 года было завершено объединение «Гродно Азота» с «Гродно Химволокно».
«Гроднорайагросервис»
Основная деятельность концерна — производственно-техническое, агрохимическое обслуживание и материально-техническое обслуживание агропромышленного комплекса. Более 90 % реализованной продукции, оказанных услуг выполняются для предприятий АПК. Предприятие производит гербициды, фургициды и прочие удобрения.
«Белвторполимер»
Предприятие занимается выпуском разнообразной продукции из пластмасс, произведённой преимущественно из вторсырья, что позволяет сэкономить около 25—50 % стоимости товара. Именно это и стало главной составляющей существования предприятия с 1989 года. Занимается выпуском товаров из полиэтилена.
Предприятие является одним из лидеров страны в своей отрасли, поэтому экспортирует продукцию не только внутри Белоруссии, но в многие другие страны: страны-соседки, в также Нидерланды, Китай, Великобританию, Боснию и Герцеговину, Германию, Молдову, Казахстан.
«Олика-Пак»
Совместное британско-белорусское общество с ограниченной ответственностью «ОЛИКА-ПАК» было основано в 2000 году, в 2004 была произведена крупная модернизация производства.
Организация занимается производством полиэтиленовой и полипропиленовой продукции. Предприятие занимается использованием вторсырья.
«Биган»
СП ЗАО «Биган» зарегистрировано в октябре 2001 года. В марте 2003 года фирма зарегистрирована в качестве резидента СЭЗ «Гродноинвест». В декабре 2007 года компания получила сертификаты соответствия систем менеджмента требованиям СТБ ИСО 9001 и 22000.
Фирма производит многослойную синтетическую оболочку, предназначенную для упаковки всех видов колбас, ветчин, паштетов, морепродуктов.

### Пищевая промышленность
Если в Октябрьском районе ведущей является химическая промышленность, то наибольший процентный вес среди предприятий Ленинского района составляют производители пищевых продуктов (55,7 % всей промышленности района), однако и в Октябрьском развита пищевая отрасль обрабатывающей промышленности, но лишь около 20 % от всего районного производства. От общего промышленного производства пищевая промышленность составляет 30,6 %, уступая лишь химической отрасли.
"Гродненская табачная фабрика «Неман»
ОАО "Гродненская табачная фабрика «Неман» производит 96 видов сигарет, 46 из которых собственные марки для внутреннего рынка.
Собственным производством табачная фабрика практически полностью прекратила импорт табачной продукции в страну (экспортируется лишь эксклюзивные марки, на долю которых приходится около 3 % белорусского табачного рынка).
Материал для производства собственной продукции фабрика закупает в различных государствах: более чем в 30 странах мира (Италия, Испания, Индия, Греция, Китай, Аргентина, Мексика, Бразилия, Индонезия, Сирия, США, Колумбия, ЮАР и др.).
В 2009 году фабрикой было налажено сотрудничество с крупной японской, в 2010 — английской компаниями.
«Гродненский мясокомбинат»
История комбината началась в 1912, когда здесь была основана механизированная бойня скота, к 1939 года это уже было крупное предприятие по производства мясной продукции. Работу свою мясокомбинат останавливал лишь в годы оккупации (1941—1944 года). Комбинат производит мясо и мясные полуфабрикаты, колбасные изделия
Помимо внутренного рынка, продукция комбината поставляется в Австрию, Германия, Италию, Францию, Латвию, Литву, Польшу и Россию.
«Молочный мир»
Предприятие было основано в 1938 году. Первоначально существовало без какого-либо оборудования. Отсутствовали даже холодильные установки. Со временем завод был несколько раз реконструировался. В 1996 на территории предприятия было основано ОАО «Гродно Молкомбинат», которое в 2007 было переименовано в ОАО «Молочный мир».
Предприятие специализируется на выпуске молочной продукции, майонеза, бутилированной воды.
Компания поставляет продукцию на внутренний рынок и экспортирует её в соседнюю Россию.
«Гродненская птицефабрика»
14 февраля 1962 года является днем образования предприятия. В январе 1972 года было начато, а 28 декабря 1973 года была принята в эксплуатацию первая очередь Гродненской птицефабрики, в ноябре 1973 года было начато строительство второй очереди которая была принята в эксплуатацию в начале 1975 года.
Фабрика занимается производством куриных и перепелиных яиц, яичного порошка, куриного и перепелиного мяса.
«Гродненский ликёро-водочный завод»
Предприятие является старейшим в городе и ведёт свою историю с существовавшего с 1890 году винзавода, который был разграблен во время нахождения Западной Белоруссии в составе Польши. Был восстановлен немцами в 40-х годах. Продукция поставлялась в Кёнигсберг. Мощности завода росли к 60-м годам быстрыми темпами. Было налажено производство не только вина, но и уксуса, соков, безалкогольных напитков. Уже во времена независимой Белоруссии предприятие начало выпуск сильноалкогольной продукции, были присоединены филиалы, находящиеся в Кореличском районе. В течение XXI века предприятие несколько раз переименовывалось.
Предприятие занимается выпуском широкого спектра алкогольной продукции.
«Фирма ABC»
ОДО «Фирма ABC» основана в 1995 году. В период всего существования предприятие практически ежегодно ставило на производство новые продукты и налаживать рынки, расширяя географию сбыта. Продукция фирмы продаётся в Белоруссии, в также в России, на Украине, в Германии, Израиле, США, странах Прибалтики.
Фирма производит соки и нектары, соусы (кетчуп, хрен, горчица, майонез), пюре, фасует яйца, консервированные овощи.
«Гродненский консервный завод»
Предприятие основано в 1958 году на базе райпищекомбината. В 2007 завод был реконструирован. Нынешняя производительность предприятия — 13,5 миллионов банок продукции в год (2009). Обеспечивает рабочими местами 140 человек. Завод представлен только на белорусском рынке. Завод производит занимается переработкой овощей и фруктов
«Квинфуд»
Белорусско-польско предприятие по производству мясных изделий и копчёностей «Гродфуд» было основано в 1995, впоследствии, отказавшись от производства мясных изделий в пользу мясных консервов, было основано СООО «Квинфуд». Сегодня предприятие занимается выпуском исключительно мясных консервов и паштетов. Продукция поставляет на внутренний рынок, рынок России, Казахстана, Молдавии.
«Гроднохлебпром»
Первый цех предприятия был открыт в 1939 на базе бывшего стекольного завода, затем был построен второй и третий цеха. Цельное производственное объединение «Гроднохлебпром» было образовано в 1972 году. Уже во время независимой Белоруссии было образовано ОАО «Гроднохлебпром», владельцем 100 % акций является Республика Беларусь В сутки предприятие производит 50 тонн хлебобулочной и 4 тонны кондитерской продукции, что составляет 75 % всех потребляемых данных изделий в Гродненский области На заводе производятся также полуфабрикаты. «Гроднохлебпромом» было основано собственное фирменное кафе.
«Биоком»
Компания начала свою деятельность в 1992 году. С 2008 занимается производством заменителей молока и кормов для животных. В 2011 году завершено строительство зерносушильного комплекса. Предприятие обеспечивает рабочими местами 170 человек.
«Гроднохлебопродукт»
Предприятие является филиалом ОАО «Агрокомбинат „Скидельский“». Филиал производит разнообразные крупы и муку. Работает на предприятии около 200 человек.
Пищевое производство Октябрьского района
Пищевое производство Ленинского района Архивная копия от 31 мая 2011 на Wayback Machine
Гродненский пивзавод
Создан в 1877 году, производство прекращено в 2007 году.

### Лёгкая промышленность
Лёгкая промышленность является третьей лидирующей отраслью и в общегородском объёме промышленной продукции, в отдельно взятых Октябрьском и Ленинском районе. Отрасль включает в себя швейной, ткацкое и текстильное производство, производство кож и кожевенных изделий.
«Конте СПА»
Занимает лидирующее положение не только в промышленном производстве Октябрьского района (7,8 % всей промышленности), но и является лидером текстильной отрасли всего города.
СООО «Конте Спа» появилось в 1997 году, с тех пор занимаясь производством трикотажных и чулочно-носочных изделий. С 2001 года компания занимается продвижением собственного бренда женской, мужской и детской одежды, а также бренд выпуска одежды для всей семьи. Компания также занимается развитием сети фирменных и партнёрских магазинов.
Компания производит чулочно-носочную продукцию и нижнее бельё., поставляя продукцию в Россию, на Украину, в Латвию, Литву, Израиль, Армению, США.
«Гродненское производственное кожевенное объединение»
Первые упоминания о функционировавшем кожзаводе в Гродно относятся к началу XX века. В 1939 году завод был национализирован и продолжал работу вплоть до первого дня Великой Отечественной войны. Уже во время оккупации производство продолжалось под немецким контролем. В советское время вошёл в состав Белкожобувьтреста, в 1993 году — в состав «Беллегпром». В 2001 преобразован в республиканское унитарное предприятие.
Предприятие производит различные виды кож и полуфабрикатов.
Продукция завода поставляется во многие предприятия лёгкой промышленности города, некоторые города республики, в также России.
«Гронитекс»
В 1967 фабрика введена в эксплуатацию. С 1 марта 1973 года приказом МЛП БССР создан прядильно-ниточный комбинат. В августе 2000 года предприятие преобразовано в Гродненское республиканское унитарное производственное предприятие «Гронитекс». 24 декабря 2008 года было создано открытое акционерное общество «Гронитекс».
«Гронитекс» производят пряжу, нитки и натуральные волокна идущие на экспорт в такие страны, как Бельгия, Германия, Россия, Молдавия, Украина, Франция. Региональные представительства фабрики имеются во всех областных центрах Белоруссии, в также в Слуцке.
«Гродненская обувная фабрика „Неман“»
История предприятия начинается с 1939 года с фабрики Резникова, располагающейся в правобережной части города. 10 июля 1947 года фабрика стала юридически действующим предприятием «Гродненская обувная фабрика № 1», в 1953 году к ней присоединяется Гродненская обувная фабрика № 2.
С апреля 1963 года фабрика стала называться "Гродненская обувная фабрика «Неман». 19 января 1994 года предприятие преобразовано в открытое акционерное общество. В 2005 году Предприятие стало использовать систему менеджмента качества ИСО 9001.
Предприятие занимается производством женской, мужской и детской обуви разных видов, которая поставляется в Латвию, Монголию и Россию.
«Швейно-торговая фирма „Элод“»
Предприятие было основано в 1939 году, тогда там работали 168 человек. В советское время фирма выпускала женскую одежду, а уже в постсоветской период прошло ряд преобразований и реконструкция производства. Сейчас на предприятии трудятся 275 человек, создана экспериментальная группа по разработке новой модели.
На предприятии производится женская одежда.
«Гродненская перчаточная фабрика „Акцент“»
Фабрика была основана в 1967 году. С тех пор гродненский перчатки стали поставляться на европейские рынки и на рынки стран СНГ. В 2005 году была внедрена новая система менеджмента качества СТБ ISO 9001-2009.
Ежегодно «Акцент» выпускает 550 тыс. пар женских, мужских, детских и спортивных перчаток. Является крупнейшим производителем данной продукции в стране, постоянной заказчиком которой является и МЧС Белоруссии.
СП «Динамо Програм»
В 1965 году началась работа фабрики швейных спортивных изделий «Динамо». В 1993 году на базе данного предприятия создано совместное белорусско-итальянское предприятие «Динамо Програм».
Компания производит женскую, мужскую, детскую спортивную одежду
«Ювита»
Предприятие занимается выпуском модной женской одежды собственной марки из белорусских и европейских тканей. С 1991 (после распада СССР) компания активно сотрудничает с европейскими домами мод. Компания выпускает одежду разнообразных стилей: делового, каждодневного и др., а также одежду 50—60 размеров.
«Неман-Сплав»
Компания производит мужские ботинки с высокими берцами рантовоклеевого метода крепления на формованной подошве из искусственной и натуральной кожи.

### Машиностроительная металлообрабатывающая промышленность
Многие машиностроительные предприятия Гродно производят станки, машины и др., являясь уникальными и единственными предприятиями, происходящими данную продукцию.
Крупнейшими в городе предприятиями данной отрасли являются «Белкард» (Октябрьский район) и «Гродторгмаш» (Ленинский район).
«Белкард»
В августе 1951 года был подписан Приказ об организации ремонтно-подшипникового завода в городе Гродно, и уже в декабре 1951 года новый промышленный объект был введен в эксплуатацию. В 1955 году Гродненский ремонтно-подшипниковый завод был реорганизован в завод «Автозапчасть». В 1959 году он выпустил первую партию карданных валов для автомобилей. Затем предприятие начало специализироваться только на выпуске карданов, и в 1969 г. и получило название «Гродненский завод карданных валов». 28 февраля 1995 года «Гродненский завод карданных валов» преобразован в ОАО «Белкард».
На предприятии выпускается разнообразная техническая продукция, в том числе единственные в Белоруссии карданный валы и передачи.
Продукция компании пользуется спросом в России, Казахстане, на Украине, в Эстонии, Латвии, Литве, а также на внутреннем рынке.
«Гродненский механический завод»
Завод основан 1 августа 1988 года, тогда он выпускал запасные части к химическому, компрессорному и насосному оборудованию. С 1993 года завод находился по опекой Комитета по нефти и химии при Совете Министров РБ, в апреле 1997 года включен в состав Белгосконцерна «Белнефтехим». ОАО «Гродненский механический завод» создано на основании приказа Фонда «Гроднооблимущество» № 56 от 31 октября 2002 года из существовавшего унитарного предприятия. Сегодня на предприятии работают 279 человек.
Общая площадь территории предприятия — 8,4806 гектаров.
Предприятие производит автоцистерны и спецтехнику
«БелТАПАЗ»
Предприятие основано в 1957 году. С тех пор оно специализируются на производстве технического оборудования и предоставляет ремонтно-механические услуги.
Производённый на заводе товар реализуется в России, Казахстане, на Украине и в Кыргызстане.
«Гродногазстройизоляция»
ОАО «Гродногазстройизоляция» создано 16 декабря 2005 года, путем преобразования РУП «Гродногазстройизоляция». ОАО «Гродногазстройизоляция» является крупнейшим на территории Республики Беларусь производителем защитных изоляционных покрытий труб и футляров.
«Гродторгмаш»
Гродненский завод торгового машиностроения основан 1 октября 1960 года, тогда предприятие производили техническое оборудование для заведений общепита и торговых точек. 1 декабря 1987 года было образовано ПО «Гродторгмаш» в составе завода и филиала ВНИИ Торгмаш г. Москва. Однако уже после распада СССР завод перешёл в собственность Республики Беларусь. С 2008 года из республиканского унитарного предприятие преобразовано в ОАО «Гродторгмаш».
На заводе производят технологическое оборудование для общепита и предприятий пищевой промышленности, посуду, медицинское и с/х оборудование, товары народного потребления и др., реализуя продукцию как внутри страны, так и на территории России, Украины, Казахстана, Молдавии, Кыргызстана, Узбекистана и Армении.
«Радиоволна»
Предприятие производит техническую продукцию и детали к уже имеющейся продукции, инструменты.
Гродненский арматурный завод «Цветлит»
Производственное унитарное предприятие «Цветлит» (сокращённо Унитарное предприятие «Цветлит») было создано в ноябре 1959 года. Сегодня на заводе производится следующая продукция: краны, клапаны, фильтры, фитинги и др.
«Дифа»
Предприятие занимается производством фильтров и фильтрующих элементов.
Продукция завода сбывается в Белоруссии и России.
«Облагропромэнерго»
Предприятие занимается ремонтом и монтажом разнообразной техники.

### Древообрабатывающая промышленность
Древообрабатывающая промышленность Октябрьского района
Промышленность Ленинского района Архивная копия от 31 мая 2011 на Wayback Machine
«ЗОВ»
СООО «ЗОВ» развивалось на основе кооператива «Фобос», который был создан в 1996 году, где работало всего пять человек.
В состав фирмы входит несколько разрозненных цехов СООО «Зов-Плита», ОАО «ЗовТрейдИнвест», ООО «ЗОВ-Древ», СООО «ЗОВ-Профиль», СООО «ЗОВ-Фасад», СООО «ЗОВ-Спектр», ООО «ЗОВ-Стекло» и головное предприятие СООО «Зов-Леневромебель». В общей сложности в фирме трудится более 2000 человек. Объединение имеет площадь в 50000 квадратных метров производственной площади. Система менеджмента качества на предприятии соответствует требованиям ISO 9001-2008, что также подтверждено соответствующими сертификатами.
Продукция компании включает в свой состав кухни, а также отдельные мебельные элементы.
Фирма реализует продукцию на рынках России, Казахстана, Украины, Эстонии, Латвии, Литвы, Грузии и частично признанной Абхазии, а также на внутреннем рынке.
«Мебель Неман»
В компании работает свыше 200 человек, ежегодно выпускается более 25 тысяч комплектов мебели. Существует более 500 торговых точек, в которых реализуется продукция компании (как внутри страны, так и в России, Казахстане, Эстонии, Латвии, Литве, Кыргызстане).
Компания специализируется на производстве мебели для гостиной, детской, спальни, кухни и прихожей.
«Кидмаш»
Компания занимается производством мебели и деталей.
«БелГро»
Компания занимается производством столов, шкафчиков и прочей мебели. Производство компании ориентировано на белорусский рынок. Является частью СЭЗ «Гродноинвест».
«БелДрев»
Предприятие существует на протяжении уже более 15 лет. За всё время своего существования производит мебель для спальни, кухни, гостиной, прихожей и детской. Реализует продукцию в торговых точках внутри страны.
«Теста»
Компания занимается производством узкого спектра продукции, а именно выпуском деревянных поддонов разных типов и размеров, реализуя продукцию внутри страны.

#### Стекольная промышленность
Единственным стекольным производством в районе является ОАО «Гродненский стеклозавод», основанный в 1922 году, в то время производство было ручным.
В период ВОВ завод был разрушен, однако уже сразу после освобождения в 1944 началось восстановление завода. В 1947 был достигнут довоенный уровень производств. В 1959 году построена 1-я очередь цеха по выпуску стеклошариков. По сравнению с 1953 годом мощность завода увеличилась в 1,5 раза. В 1971 году был построен и введен в эксплуатацию основной цех с семью автоматическими линиями по обработке сырья мощность 200 тонн шихты в сутки. В 1977 году на заводе построен цех выработки прокатного стекла и стеклоблоков.
В 2008—2009 годах проведены работы в рамках инвестиционного проекта «Реконструкция технологической линии узорчатого стекла».
В настоящее время завод производит тару из зелёного стекла, армированное и узорчатое стекло, а также выпускает стеклянную тару.
На предприятии трудится менее 800 человек.

### Целлюлозно-бумажная промышленность
Представителем целлюлозно-бумажной отрасли в городе является СООО «Эксклюзив», основанное в 1992 году. Осенью 1995 года предприятие первым в стране начало выпуск рулончиков туалетной бумаги. С мая 2005 ассортимент продукции, выпускаемой предприятием, расширяется бумажными гигиеническими платочками, а в марте 2006 года — бумажными салфетками.
Сегодня предприятие выпускает гигиеническую бумагу.
Предприятие сбывает продукцию внутри страны (в Минске и во всех областях, кроме Минской).

### Полиграфическая промышленность
Полиграфическую деятельность в городе осуществляет Гродненская типография.
Гродненская областная типография начала свою деятельность в 1944 году. Изначально выпускала бланочнуб и газетную продукцию. В 1986 году Гродненская фабрика офсетной печати когда в состав типографии, что изменило профиль выпускаемой продукции. В 1988 году типография приступила к выпуску бумажно-беловых товаров.
Предприятие выпускает блокноты, книги, плакаты, бумажные флажки, подарочную упаковку и т. д.

### Строительство и промышленность строительных материалов
Гродно обеспечивают строительными материалами, сборными железобетонными конструкциями и деталями общестроительного назначения, а также сухими строительными смесями такие предприятия, как ОАО «Гродненский КСМ», ОАО «Гродножелезобетон», ДП «Гродненский завод ЖБИ», ПТ ООО «Тайфун», ОАО «Красносельскстройматериалы».
В Гродно около 70 строительно-монтажных и ремонтных организаций. В этой отрасли трудится около 11 тысяч человек. Самыми крупными предприятиями являются: ОАО «Гродножилстрой», ОАО «Гроднопромстрой», ГОППСУП «Гроднооблсельстрой», ОАО «Строительно-монтажный трест № 30».
На текущий момент (2016) строительство многоэтажных жилых домов сконцентрировано в двух развивающихся новых районах города: Девятовка и Вишневец. Продолжается застройка микрорайонов «Девятовка-4» и «Девятовка-5», «Вишневец-3», «Вишневец-4», «Вишневец-5». Начато освоение территорий под застройку микрорайонов «Девятовка-6», «Девятовка-7» и «Вишневец-6», «Вишневец-7». За январь — март 2016 в эксплуатацию было введено 29975 м² жилья. Стоимость 1 квадратного метра жилья в Гродно на март 2016 года составляет примерно 684 доллара США, показатель снижения стоимости квартир является одним из самых низких в республике, поэтому цена остаётся относительно стабильной.

### Электроэнергетическая промышленность
Первое упоминание о применении электроэнергии в Гродно датируется 1899 годом, когда на шелкопрядильной фабрике Гуго Роднера в имении Фолюш Гродненского уезда была введена в эксплуатацию динамо-машина.
Производством электроэнергии в Гродно занимается РУП «Гродноэнерго», в состав которого входят действующие ТЭЦ-2 и ГЭС, генеральным директором которого является Шатерник Владимир Владимирович.
Гродненская ТЭЦ
В 1912 году была построена и введена в эксплуатацию Гродненская городская дизельная электростанция, мощность которой изначально составляла 94 кВт, возросшая до 285 кВт, в конце 20-х — начале 30 годов, после ввода в эксплуатацию двух турбин и двух котлоагрегатов, возросла до 2800 кВт.
В период ВОВ энергосистема города и области была разрушена и восстановительные работы проводились в течение 1944—1948 годов. В 1957 Гродненская электростанция была переименована в Гродненскую ТЭЦ. В 1963 году электростанция осуществляет переход от угольного топлива к газовому. В 1973 завершено объединение Северной котельной (котельная хлопко-прядильной фабрики), ТЭЦ-1 и ТЭЦ-2 линией энергосетей.
В 2000 году станция была закрыта с целью улучшить экологическое состояние города, в 2009 здание бывшее станции было снесено.
Гродненская ТЭЦ-2
Первая очередь ТЭЦ-2 (2 турбоагрегата и 2 котлоагрегата) была введена в эксплуатацию в августе 1970, в 1976 завершилось строительство второй очереди. В 1976 был сооружён вантоввй мост и электричество подано на левый берег Немана.
Энергосистемы от ТЭЦ-2 напрямую проложены к насосной станции и «Гродно Азот».
Сегодня город снабжается ТЭЦ-2, установленной электрической мощностью 180,75 МВт. ТЭЦ-2 производит 883,611 млн кВт·ч. В Гродно также расположены 2 понизительные подстанции.
Гродненская ГЭС
Решение о строительстве ГЭС на Немане было принято В 2008 году. В том же году началось и её строительство. В 2012 году Гродненская ГЭС, мощностью 17,8 МВт, введена в строй.

## Социально-бытовая сфера

### Жилищно-коммунальное хозяйство
В Гродно работает 11 коммунальных хозяйств, обеспечивающие сохранность жилищного фонда, и 20 жилищно-эксплуатационных служб (9 в Ленинском районе, 11 — в Октябрьском). В городе также работают пять расчётно-справочных центров: два в Ленинском районе и три в Октябрьском.
На 2016 за счёт бюджетных ассигнований капитального ремонта требует 71 дом, в том числе 31 дом — ремонта кровли, 17 — полного ремонта жилого дома.. За счёт гражданских отчислений будет отремонтировано 24 дома.
Водоснабжение города обеспечивает ГУКПП «Гродноводоканал». Вода берется из трёх подземных водозаборов, на которых эксплуатируется 113 артезианских скважин глубиной 250—300 метров. Один из водозаборов — «Гожка» — является самым крупным водозабором в Белоруссии. Ежедневно Гродно потребляет до 100 тыс. м³ питьевой воды.
Протяженность системы водоотведения города составляет 400 км. Охват централизованной канализацией составляет около 80 %, но существует ряд проблем: недостаточное водоотведение индивидуального жилого сектора и ряда зданий в исторической части города. Транспортировка сточных вод осуществляется по трубам диаметром от 100 мм до 1750 мм.
Электричеством и теплом Гродно обеспечивает ТЭЦ-2 и ГЭС. Электрическая мощность ТЭЦ-2 составляет 180,75 МВт, а тепловая котельного оборудования — 940 Гкал/ч.

### Розничная торговля и общественное питание
По состоянию на 01.04.2024 года торговое обслуживание населения г. Гродно осуществляют:
4895 объект розничной торговли с торговой площадью 317,2 тыс. кв. м;
571 объекта общественного питания на 29,3 тыс. мест.
В городе функционирует:
72 торговых объекта с торговой площадью 650 кв. м и более, из них 36 - с торговой площадью 1000 кв. м и более;
15 торговых центров с торговой площадью 107,9 тыс. кв. м;
213 фирменный магазинв;
12 рынков на 4618 торговых мест.
Зарегистрировано 669 интернет-магазина.
В 80 торговом объекте, реализующем товары, представляющие интерес для иностранных граждан, внедрена система Tax Free.
На одну тысячу жителей города обеспеченность торговыми площадями составляет 917,0 кв. м, местами в общедоступной сети общественного питания – 48,2 места.
Объём розничного товарооборота торговли через все каналы реализации за январь-февраль 2024 года по г. Гродно составил 5172,4 млн руб., темп роста в сопоставимых ценах к аналогичному периоду 2023 года составил 108,3%.
Розничный товарооборот по секции G формировался за счёт торговых организаций, удельный вес которых составляет 90,6 процента, и неорганизованного рынка, удельный вес которого составляет 9,4 процента.
Торговыми организациями реализовано товаров на 468,8 млн рублей, что в сопоставимых ценах составляет 109,6 процентов к аналогичному периоду 2023 года..

### Бытовое обслуживание
По состоянию на 1 апреля 2024 года функционируют 1483 объекта бытового обслуживания. Из них:
267 — по техническому обслуживанию и ремонту транспортных средств,
392 – парикмахерских и салонов красоты,
121 - по пошиву и ремонту швейных изделий,
47 – по ремонту обуви,
120 – по оказанию услуг по прокату,
29 - по ремонту и изготовлению металлоконструкций и металлических изделий,
15- по ремонту ювелирных изделий,
39 – по производству, ремонту и дизайну мебели,
8 – по организации похорон и связанных с этим услуг,
73 – по ремонту бытовой техники, радио, теле и прочей аппаратуры,
18 – пунктов по приёму заказов в химчистку и прачечную,
25 – по ремонту часов,
66 - автомоек,
16 – бань, саун,
247 других объектов бытовых услуг.
Туризм
Гродно — один из самых древних городов Белоруссии, поэтому имеет богатое культурное наследие, а, значит, является важной точкой туристических маршрутов. С целью развития данной отрасли имеются планы восстановить Фару Витовта, старую ратушу и некоторые несохранившиеся замки.
Временное проживание в городе обеспечивают 6 гостиничных комплексов: «Беларусь», «Турист», «Семашко», «Кронон Парк Отель», «Славия» и «Неман». Функционирует туристско-информационный центр, действуют специальные туристические программы. Кроме этого во всех точках города расположены заведения общественного питания (кафе, бары и т. д.).

## Свободная экономическая зона
16 апреля 2002 года указом Президента Белоруссии под номером 208 была создана свободная экономическая зона «Гродноинвест».
«Гродноинвест» представляет собой территорию, общей площадью 2187,8 гектар. Территория делится на 6 участков:
- Участок № 1 (район «Грандичи») — 396,40 га
- Участок № 2 — 136,96 га
  - Сектор 1 (район «Новая Гожа»)
  - Сектор 2 (район «Райста»)
- Участок № 3 — 523,90 га
  - Сектор 1 (район «Колбасино»)
  - Сектор 2 (район «ул. Победы»)
  - Сектор 3 (район «Консервный завод»)
- Участок № 4 (район «Аульс») — 347,78 га
- Участок № 5 (район «Обухово») — 290,53 га
- Участок № 6 г. Лида — 492,26 га
  - Сектор 1 «Западный»
  - Сектор 2 «Северный»

По состоянию на 30 марта 2016 года в СЭЗ «Гродноинвест» зарегистрировано 90 резидентов. В основном предприятия из Белоруссии, но также присутствуют предприятия из России, США, Швеции, Израиля, Польши, Гибралтара, Чехии, Германии, Австрии, Канады, Кипра, Великобритании, Финляндии и Нидерландов.
Согласно указу номер 220 от 26 мая 2011 года на СЭЗ «Гродноинвест» возложено управление туристско-рекреационным парком «Августовский канал».